# Carraro Agritalia
Carraro Agritalia è un'azienda italiana situata a Rovigo che produce trattori, nata dalla Carraro S.p.A. nel 1977.

## Storia
Carraro S.p.A. è stata fondata da Giovanni Carraro nel 1932 e si dedica inizialmente alla produzione di seminatrici per l'agricoltura destinate ad un mercato interregionale.
A partire dagli anni '50 la società entra nel mercato dei trattori agricoli, con la produzione nel 1958 del primo trattore con il marchio "Tre Cavallini".
Carraro s.p.a. di Campodarsego (PD) trasferisce la produzione di trattori e macchine agricole a Rovigo, per concentrarsi sul nuovo core business: i sistemi integrati di trasmissione per macchine agricole e movimento terra. Nasce così Agritalia.
Nel 1983 Agritalia si evolve: dalle macchine agricole – seminatrici, frese ed erpici – passa alla produzione di trattori contrassegnati dallo storico marchio dei tre cavallini Carraro, dopo la completa dismissione del processo da parte di Carraro s.p.a.

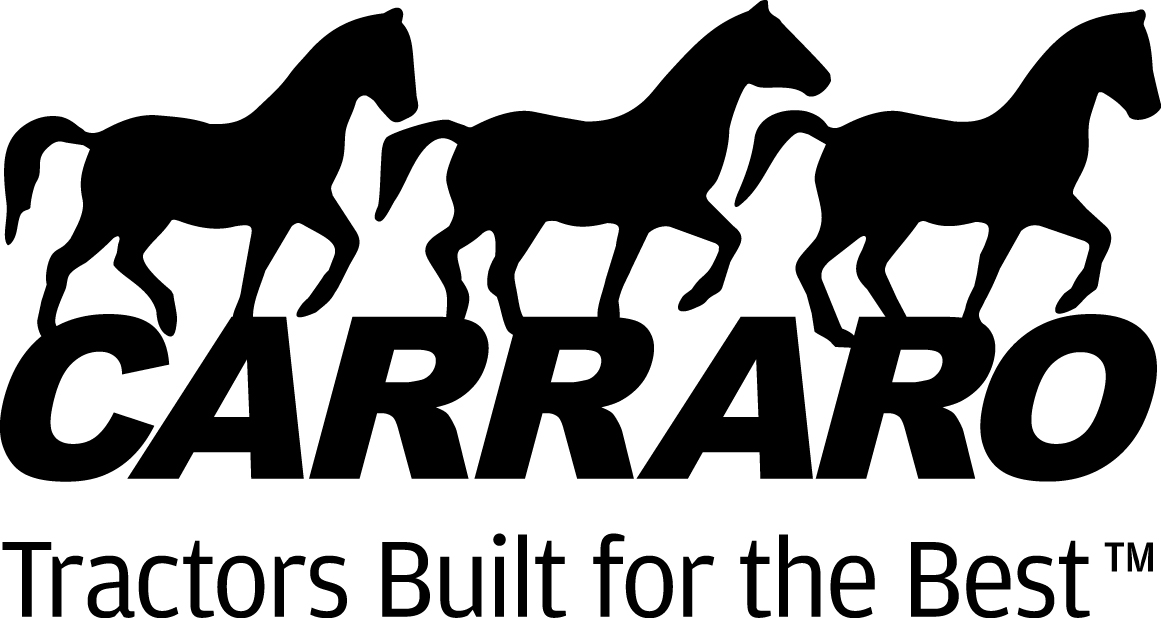
Logo dei trattori Carraro prodotti da Carraro Agritalia

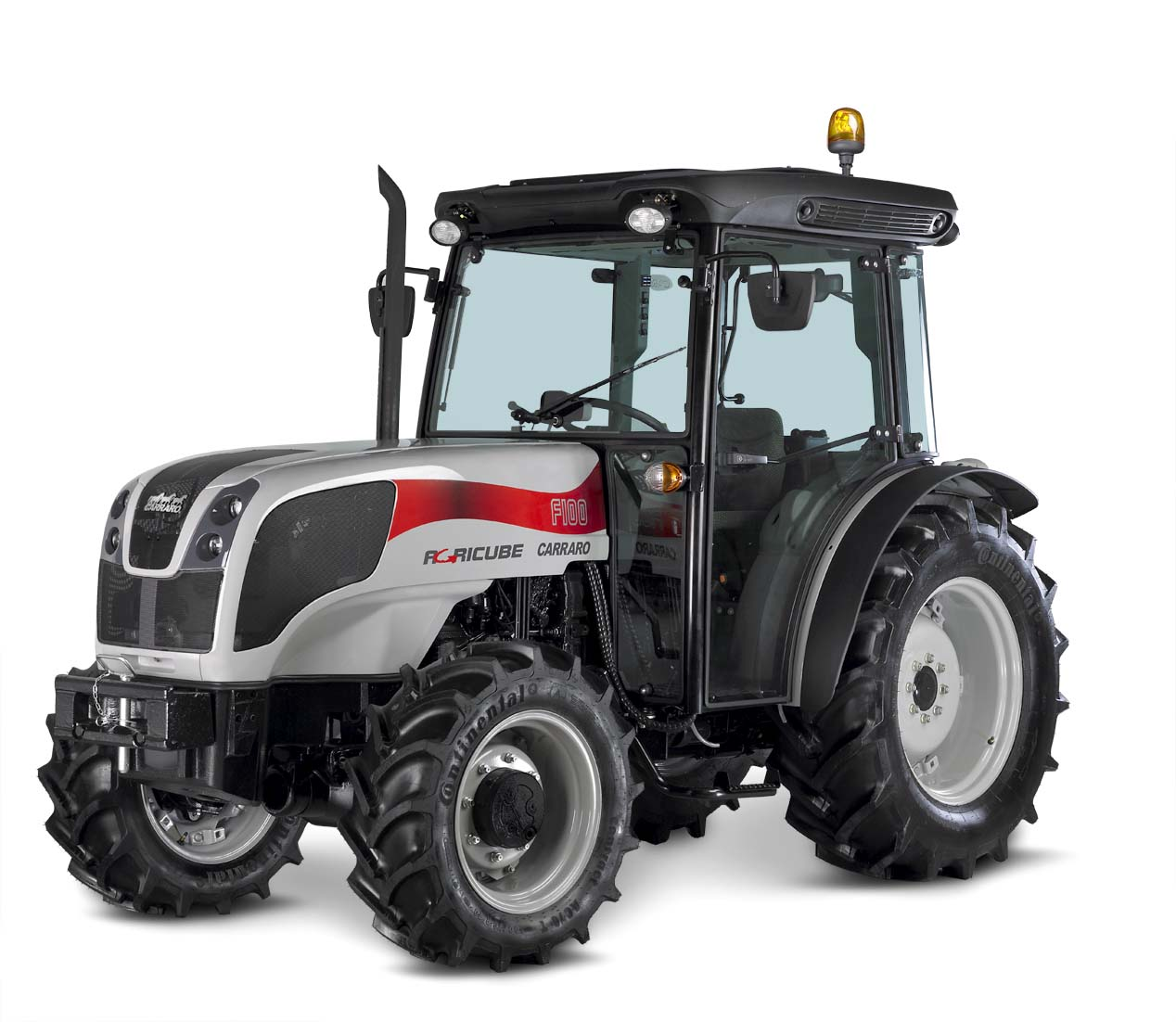
Carraro Agricube

## Prodotti e servizi
Carraro Agritalia progetta e costruisce, trattori specializzati 55-100 CV sotto contratto per diversi produttori di trattori e distributori. I clienti attuali e passati sono: Antonio Carraro, Case IH, Challenger, Claas, Eicher, John Deere, Massey Ferguson, Renault, Valtra e Yagmur.
Nel 2010 viene rilanciato il nuovo trattore a marchio Carraro, serie Agricube, disponibile nelle quattro versioni Ligh Utility, Frutteto, Vigneto e Vigneto largo.